# Grünes Band Europa

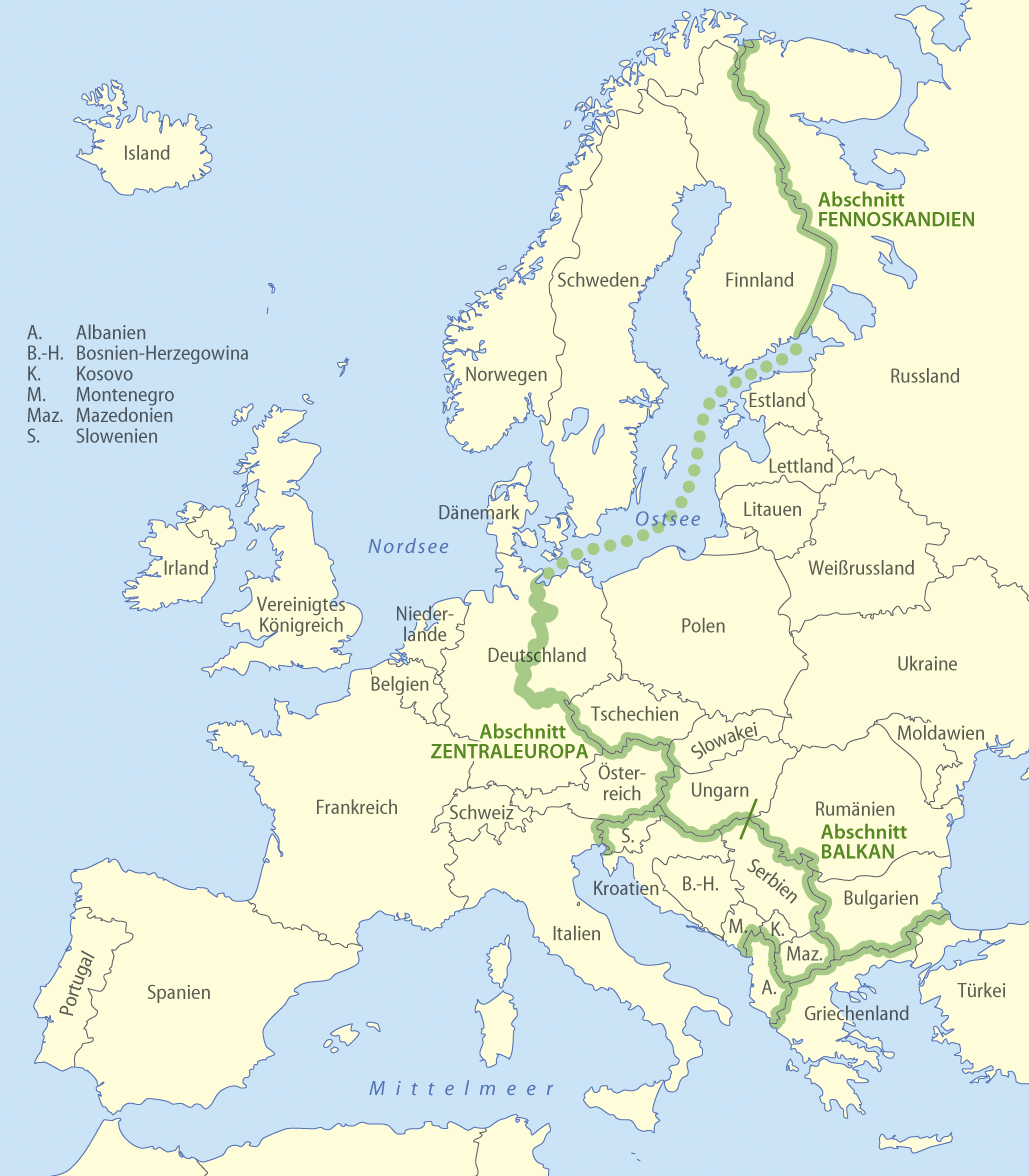
Der Verlauf des Grünen Bandes Europa mit der Aufteilung in drei Hauptregionen.

Das Grüne Band Europa (European Green Belt) ist ein Naturschutzprojekt, durch das der aufgrund des Kalten Kriegs weitgehend naturnah belassene Grenzstreifen des Eisernen Vorhanges quer durch Europa erhalten werden soll. Dieses „Grüne Band“ hat eine Gesamtlänge von über 12.500 km und reicht dabei vom Eismeer im Norden Norwegens bis zum Schwarzen Meer an der Grenze zur Türkei, wobei es entlang von 24 europäischen Staaten verläuft, 16 davon Mitglied der Europäischen Union.

## Die Entstehung
Die Idee eines European Green Belt entstand aus dem vom BUND initiierten Projekt Grünes Band Deutschland heraus, das die vielfältige Natur im Grenzstreifen an der ehemaligen innerdeutschen Grenze schützen und erhalten soll. Dieser meist zwischen 50 und 200 m breite Grenzstreifen ist zu einem Rückzugsgebiet bedrohter Arten geworden, da sich hier die Natur während des Kalten Krieges nahezu ungestört entwickeln konnte.
Auf einer BUND-Veranstaltung zum Grünen Band Deutschland, der Einweihung des LandArt-Projekts WestÖstliches Tor im Eichsfeld am 19. Juni 2002, verkündete der damalige Vorsitzende des BUND Naturschutz in Bayern, Hubert Weiger, erstmals öffentlich seine Idee von einem Grünen Band Europa. Der als Ehrengast anwesende Michail Gorbatschow übernahm spontan die Schirmherrschaft für dieses Zukunftsprojekt. Im Juli 2003 fand in Bonn die vom Bundesamt für Naturschutz organisierte erste internationale Konferenz zum Grünen Band Europa (Titel „Perspectives of the Green Belt“) statt. Im Verlauf dieser Fachtagung wurde die „Initiative Grünes Band Europa“ ins Leben gerufen. 2004 folgte die erste internationale Konferenz der „Initiative Grünes Band Europa“ in Ungarn, auf der eine Arbeitsgruppe aus nationalen Ansprechpartnern und aktiven Nichtregierungsorganisationen gegründet, die Regionalkoordinatoren für die damals noch drei Abschnitte (Hauptregionen) des Grünen Bandes Europa bestätigt und ein erstes „Programme of Work“ aufgestellt wurde. Die Gesamtkoordination der Initiative übernahm die Weltnaturschutzunion (IUCN). Das entwickelte Arbeitsprogramm wird seitdem mit den betroffenen Stakeholdern beständig weiterentwickelt.
Auf den Nebengrenzen südwestlich bzw. westlich der Dreiländerecke Österreich – Ungarn – Jugoslawien / Slowenien und Bulgarien – Griechenland – Jugoslawien / Nordmazedonien (bei Petritsch) gab es keine Anlagen, durch die Fluchtwillige effektiv an illegalen Grenzübertritten gehindert werden sollten, und auch keine mit der innerdeutschen Grenze vergleichbaren Zutrittsverbote. Folglich fiel an diesen Grenzen die Natur auch nicht in eine Art „Dornröschenschlaf“, der durch die Öffnung von Grenzen hätte beendet werden können. Sie blieb aus anderen Gründen weitgehend intakt. Auch entlang dieser Nebengrenzen des Grünen Bandes Europa werden Verbünde von Biotopen angestrebt.

## Die Organisationsstruktur
Das Grüne Band Europa wurde ursprünglich in drei (mittlerweile vier) Hauptabschnitte unterteilt, um eine leichtere Koordination zu ermöglichen:
- Fennoskandien (erster Regionalkoordinator: Baltic Fund for Nature): Norwegen, Finnland, Russland, Estland, Lettland und Litauen.
- Zentraleuropa (Regionalkoordinator: BUND Fachbereich Grünes Band): Polen, Deutschland, Tschechien, Österreich, Slowakei, Ungarn, Slowenien und Kroatien; Italien.
- Balkan (Regionalkoordinator: Euronatur): Serbien, Nordmazedonien, Rumänien, Bulgarien, Griechenland und Türkei; Albanien, Montenegro und Kosovo.[3]

Als vierter Abschnitt wurde der Teil „Baltic Green Belt“ eingeführt. Er wird vom BUND Mecklenburg-Vorpommern betreut und umfasst Estland, Lettland, Litauen, Polen und die deutsche Ostseeküste. Jeder Abschnitt wird von einem regionalen Koordinator betreut, der ebenfalls für einen verbesserten Informationsaustausch, eine gute Koordination, die Ausführung von Projekten und die Organisation von Workshops zuständig ist.
In allen beteiligten Ländern wurde im jeweils zuständigen Ministerium ein Repräsentant zur Koordination der nationalen Aktivitäten ernannt (in Deutschland beispielsweise eine Mitarbeiterin des Bundesamtes für Naturschutz). Diese so genannten „National Focal Points“ sollen Synergieeffekte zwischen der Arbeit des nationalen Ministeriums und den Aktivitäten der Initiative Grünes Band Europa fördern sowie eine gute Kommunikation zwischen den Ministerien und der Initiative Grünes Band Europa sicherstellen. Die „National Focal Points“ stimmen sich dabei sowohl mit den Regionalkoordinatoren, als auch mit den weiteren Mitgliedern der Initiative direkt ab.
Darüber hinaus wird in das Projekt die größtmögliche Zahl an interessierten und betroffenen Stakeholdern eingebunden, da sich nur so ein effektives Schutzsystem erreichen lässt. Zu den Stakeholdern zählen vor allem nationale und internationale NGOs, nationale und regionale Ministerien und andere staatliche Verwaltungseinheiten sowie Landeigentümer und sonstige Interessierte.
2014 wurde bei der 8. paneuropäischen Konferenz der Initiative ein eigener Verein zum Schutz des Grünen Bandes Europa gegründet, die „European Green Belt Association e. V.“.
Die von NGOs durchgeführten Schutzaktivitäten werden in der Regel durch Spenden finanziert. Darüber hinaus gibt es Förderprogramme und Schutzbemühungen von staatlicher Seite.

## Das Arbeitsprogramm
Ziel des 2004 verabschiedeten Arbeitsprogramms ist es, die beteiligten Länder bei der internationalen Zusammenarbeit zu unterstützen, nachhaltige Entwicklung zu fördern und den Artenverlust am Grünen Band bis 2010 zu stoppen. Dazu wurden sieben Ziele erarbeitet, die dem Managementgrundsatz SMART folgen sollen.

## Die ökologische Bedeutung

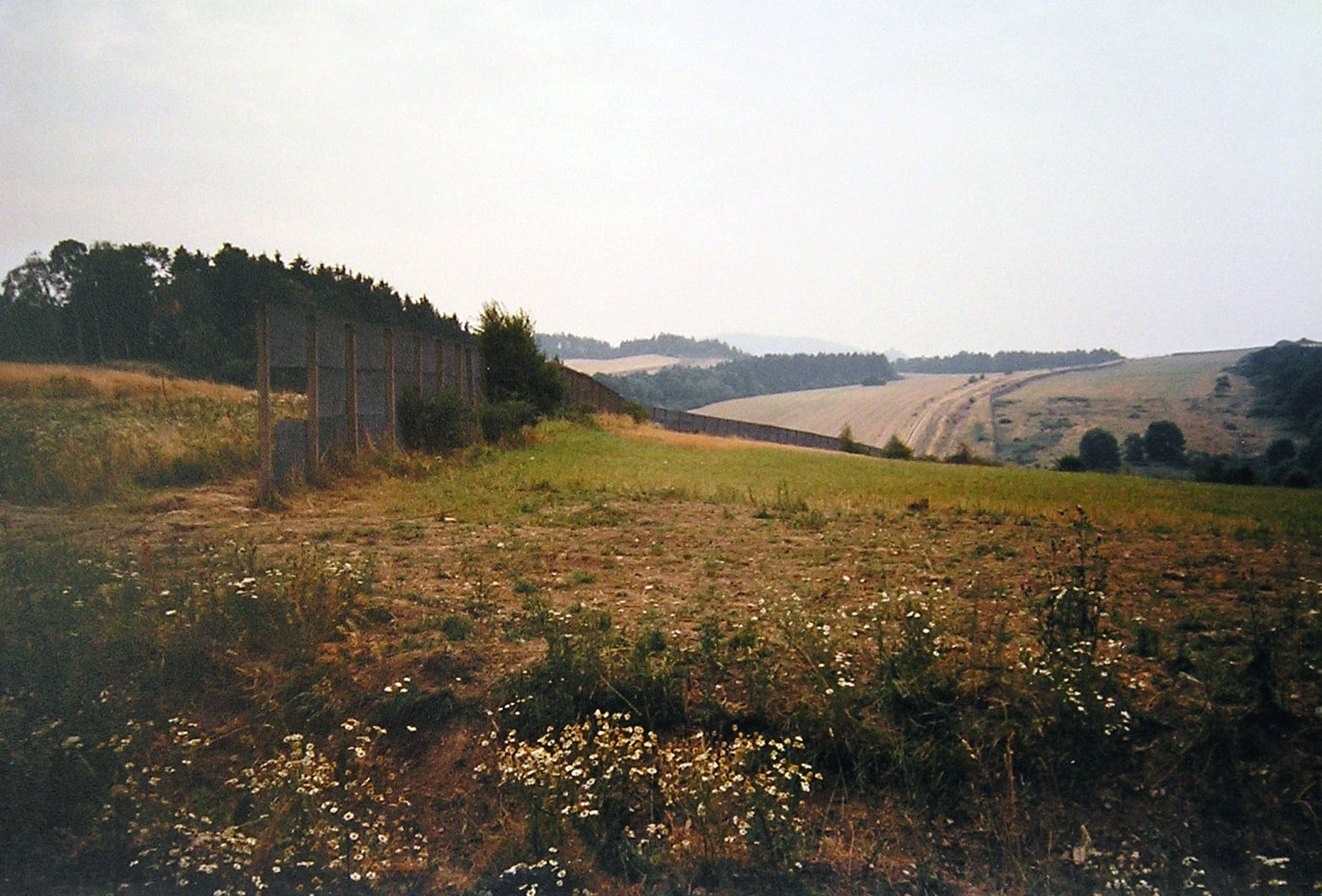
Entlang der Linie, die bis 1989 den östlichen vom westlichen Teil Europas trennte (hier der frühere Grenzzaun zwischen Thüringen und Hessen), soll ein schmaler Streifen schutzwürdiger Natur erhalten bleiben.

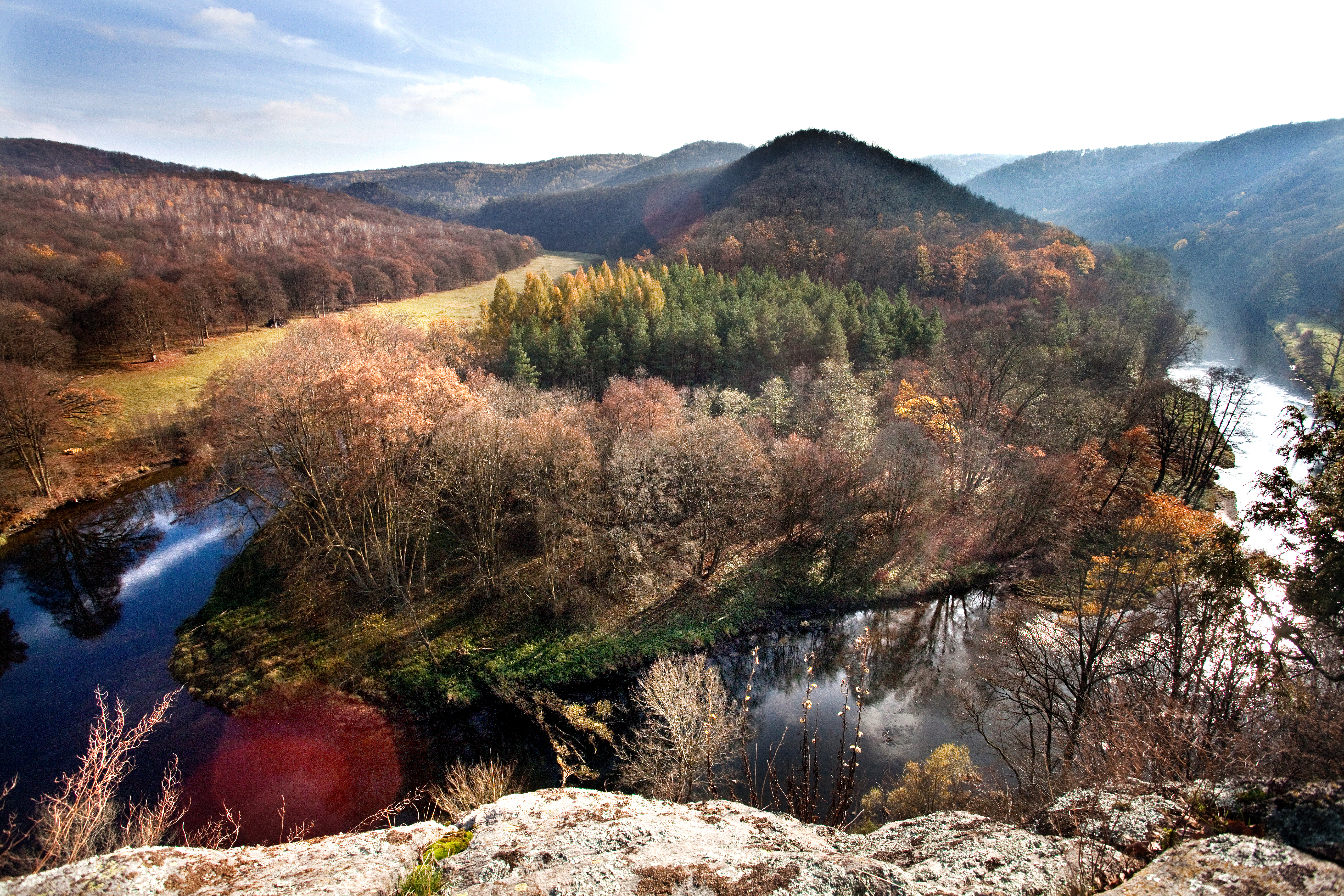
Nationalpark Thayatal in Österreich, an der Grenze zu Tschechien.

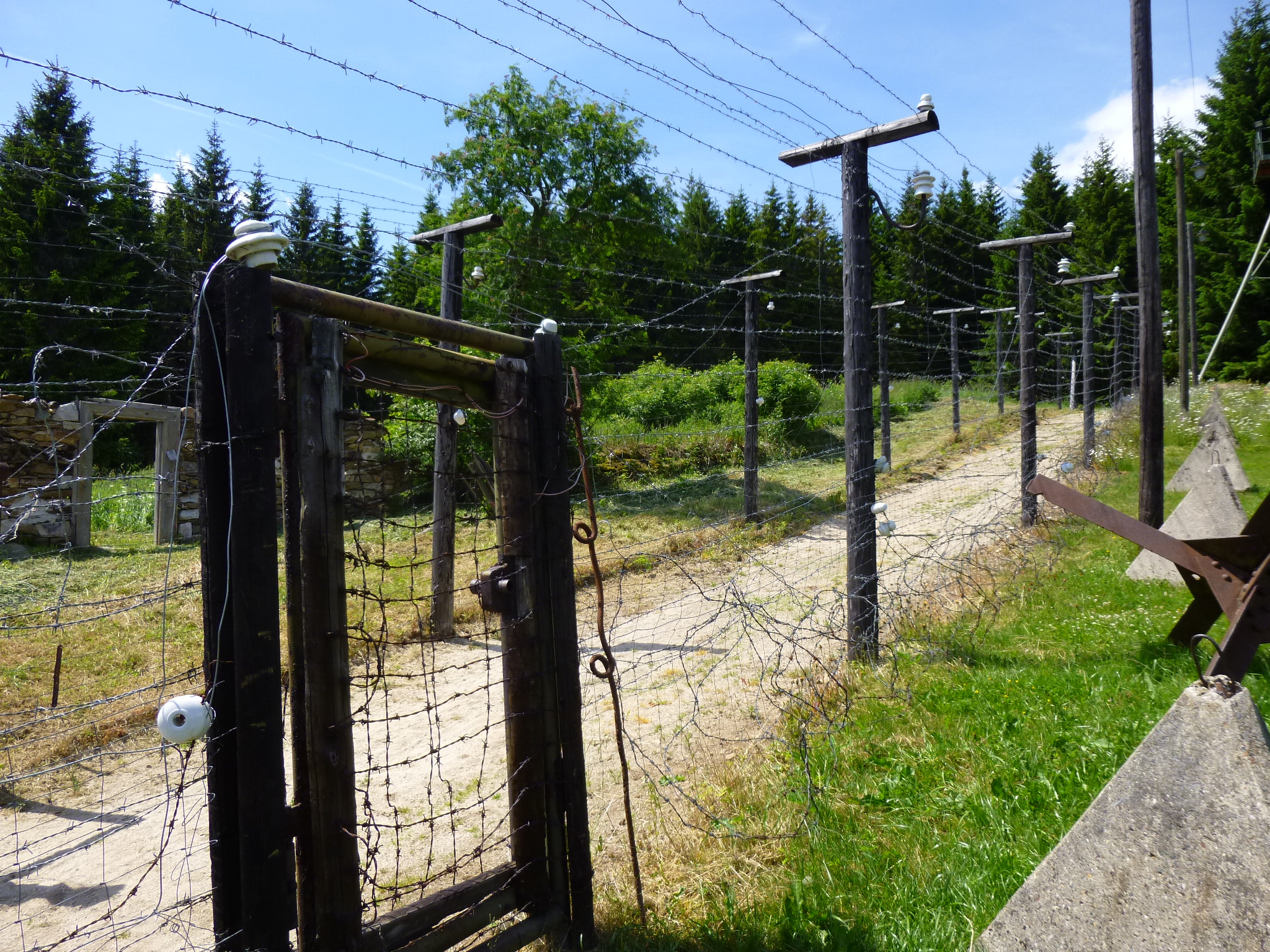
„Gedenkstätte des eisernen Vorhangs“ in Bučina, Tschechien. Unweit des Grenzübergangs zum Nationalpark Bayerischer Wald bei Finsterau.

Neben dem Erhalt bedrohter Arten ist vor allem die barrierefreie Vernetzung verschiedener Gebiete eines der Hauptziele des Grünen Bandes. Dabei sollten bestehende Nationalparks und andere Schutzgebiete in das System des Grünen Bandes so integriert werden, dass ein Austausch zwischen Populationen und z. B. eine Wanderung von Tieren zwischen den einzelnen Habitaten möglich ist.
Nach den im April 2021 vorgetragenen Vorstellungen des BUND soll das Grüne Band Europa als „Rückgrat der EU-Biodiversitätsstrategie 2030“ und als Instrument der Entwicklung einer „europäischen Grünen Infrastruktur“ dienen.
Die einzelnen Abschnitte des Grünen Bandes zeichnen sich durch unterschiedliche Lebensraum-Bedingungen aus:

### Fennoskandien
Der Fennoskandien-Abschnitt des Grünen Bandes beherbergt Teile des letzten verbliebenen ursprünglichen borealen Waldes in Europa. Zu den bedeutenden Lebensräumen entlang des Grünen Bandes gehören Teile der eurasischen Taiga, außerordentliche Hochstandorte der Föhre, Gebiete mit allgemein hoher Biodiversität, insbesondere in Verbindung mit Feuchtgebieten, sowie Teile der Küste. Ren, Wolf, Braunbär, Ringelrobbe sowie eine Reihe endemischer Tierarten sind entlang des Grünen Bandes Fennoskandien ebenso zu finden wie Zugvögel oder gefährdete Pflanzen.

### Mitteleuropa
Der mitteleuropäische Abschnitt des Grünen Bandes verläuft meist durch die intensiv genutzte Kulturlandschaft. Hier konnten sich verschiedene, seltene Habitatstrukturen wie z. B. Altgrasfluren, Feuchtgebiete und Pionierwälder entwickeln. Deswegen ist der ehemalige Grenzstreifen zu einem Rückzugsgebiet für hunderte auf der Roten Liste geführte Tier- und Pflanzenarten geworden. Beispielsweise finden sich entlang des Grünen Bandes Vorkommen von zahlreichen besonderen Vogelarten wie Braunkehlchen, Schwarzstorch, Birkhuhn, Nachtschwalbe oder Neuntöter.

### Balkan
Der Balkan-Abschnitt des Grünen Bandes zeichnet sich vor allem durch seine große landschaftliche Diversität aus. Dabei ist dieser Abschnitt besonders durch die Verbindung artenreicher Feuchtgebiete mit den vielen Flüssen der Region, allen voran der Donau, von besonderer Bedeutung für den Naturschutz. Das Grüne Band verläuft in diesem Abschnitt in allen Höhenlagen von 0 m ü. NN an der Küste des Schwarzen Meeres und der Adria bis zu 2753 m ü. NN im Korabgebirge.

## Rechtliche Grundlagen
Das Grüne Band Europas ist kein direkt rechtlich gesichertes Schutzgebiet. Seinen Schutzstatus erhält es über die innerhalb des Grünen Bandes Europas gelegenen Schutzgebiete (Naturschutzgebiete, Natura 2000-Gebiete usw.) sowie über Artikel 3 Absatz 3 und Artikel 10 der FFH-Richtlinie.
Die genannten Richtlinien-Artikel zielen darauf ab, die Vernetzung (ökologische Kohärenz) von Natura-2000-Gebieten zu verbessern. Dies geschieht durch den Schutz von Landschaftselementen außerhalb des Natura-2000-Netzwerks, die aufgrund ihrer linearen, fortlaufenden Struktur oder ihrer Vernetzungsfunktion für die Wanderung, die geographische Verbreitung und den genetischen Austausch wildlebender Arten wesentlich sind.
In Deutschland verpflichtet das Bundesnaturschutzgesetz (§§ 20 und 21 BNatSchG) die Bundesländer, auf mindestens 10 % der Landesfläche einen Biotopverbund einzurichten. „Der Biotopverbund dient der dauerhaften Sicherung der Populationen wild lebender Tiere und Pflanzen einschließlich ihrer Lebensstätten, Biotope und Lebensgemeinschaften sowie der Bewahrung, Wiederherstellung und Entwicklung funktionsfähiger ökologischer Wechselbeziehungen. Er soll auch zur Verbesserung des Zusammenhangs des Netzes „Natura 2000“ beitragen.“.
Im Juni 2013 erkannte der österreichische Verfassungsgerichtshof in seiner Entscheidung in den Rechtssachen V 2/2013 und V 3/2013 die „besondere ökologische Bedeutung“ des Grünen Bandes Europas an.
Seit einigen Jahren gibt es Bestrebungen, das Grüne Band Europas als UNESCO-Welterbestätte zu nominieren. Besonders aktiv war im April 2021 der BUND mit seiner Aufforderung der Bundesregierung und der Anrainerländer am ehemaligen innerdeutschen Grenzstreifen vor der Konferenz deutscher Umweltminister (21. bis 23. April 2021), entsprechende Anstrengungen zu unternehmen. In einem ersten Schritt sollten, so der BUND, Länder an der ehemaligen innerdeutschen Grenze ihren Teil der Grenze zum „Nationalen Naturmonument“ erklären. Diesen Schritt hatten Thüringen und Sachsen-Anhalt im April 2021 bereits vollzogen.
Das deutsche Bundesamt für Naturschutz fasste das Ergebnis einer 2014 veröffentlichten „Machbarkeitsstudie“ zusammen. Demnach wäre eine Welterbenominierung „nur im Rahmen komplexer Nominierungsszenarien realisierbar, die jeweils einen [sic!] umfassenden multinationalen Koordinierungsrahmen unter Beteiligung mehrerer europäischer Staaten und die [sic!] Unterstützung durch weitere Forschungsarbeiten bedürften. Eine Nominierung des deutschen Grünen Bandes allein ist nicht realisierbar, da eine solche die Kriterien für eine Nominierung nicht erfüllen würde.“
Die Studie formulierte zwei mögliche Nominierungsszenarien (A und B), die jeweils als „grenzübergreifende serielle Nominierung“ ausgearbeitet wurden. Die Machbarkeitsstudie verdeutlicht, dass eine Nominierung des Grünen Bandes nur unter Berücksichtigung von Naturerbekriterien sinnvoll sei (Szenario A, Nominierung als gemischte Stätte unter Kultur- und Naturerbekriterien). Bei einer Nominierung ausschließlich unter Kulturerbekriterien (Szenario B) müsse erwartet werden, dass Naturschutzziele von Zielen des Kulturerbeerhalts überlagert würden. Da es entlang der Grenzen des Kalten Kriegs eine Vielzahl von grenzbezogenen Anlagen und Bauten gebe, die von Menschen errichtet worden seien, sei es nicht sinnvoll, diese bei einem Welterbeantrag unberücksichtigt zu lassen.
Zwingende Voraussetzung für eine Nominierung auf der Tentativliste der UNESCO ist es bei seriellen Nominierungen mit inselartig hervorgehobenen einzelnen Erbestätten generell, dass alle einzelnen Stätten, die in der Serie verbunden werden sollen, von den dafür zuständigen Staaten in ihrer jeweiligen nationalen Tentativliste als Vorschlag an die Adresse der UNESCO nominiert werden.

## Gefährdung
Der Bestand des Grünen Bandes ist durch verschiedene Faktoren gefährdet.
In Fennoskandinavien nahm die Abholzung seit dem Ende des Kalten Krieges zu. Der Neubau von Verkehrsinfrastruktur bzw. Verkehrswegen zerschneidet das Grüne Band an einigen Stellen. In den Staaten, die das Grüne Band Europa aktiv fördern, sind zumeist Gebietskörperschaften Träger der Straßenbaulast, sodass Verhandlungen mit Privateigentümern zumeist nur zum Grunderwerb erforderlich sind. Außerdem werden Flächen des Grünen Bandes intensiv-landwirtschaftlich genutzt oder werden durch Tourismusprojekte entwertet.
Aufgrund der Nutzungsruhe und Abgeschiedenheit hat sich, im Laufe von Jahrzehnten, ein zusammenhängendes Band von zum Teil wertvollen Biotopen entwickeln, die jedoch in den 1990er Jahren nicht überall konsequent geschützt wurden. So waren im Jahr 2001 beispielsweise in Deutschland ungefähr 15 Prozent des Grünen Bandes beeinträchtigt oder zerstört. Mittlerweile wird das Gründe Band sowohl in Thüringen, als auch in Sachsen-Anhalt, Brandenburg und Hessen als Nationales Naturmonument geschützt.
Die Störungsarmut zahlreicher Feuchtgebiete in weiten Bereichen des Grünen Bandes Europas, ist das Gebiet zu einem der letzten Rückzugsorte (insbesondere in Mitteleuropa) für störungsempfindliche Arten geworden. Siedlungserweiterungen, Bau von Infrastruktur, Tourismusprojekte usw. führen daher in aller Regel zu starken Qualitätsminderung der jeweiligen Habitate.
Politische Ereignisse wie der Russisch-Ukrainische Krieg wirken sich nicht nur auf die Bevölkerungen der jeweiligen Länder, sondern auch auf den Austausch wissenschaftlicher Daten zum Arten- und Naturschutz aus. Im Dreiländereck, wo Russland, Finnland und Norwegen aufeinander treffen, tauschen seit 2022 nur noch die norwegischen und die finnischen Forscher ihre Ergebnisse aus – zum Nachteil für die beobachteten Vogel- und Braunbärbestände.